# Episodi di Batman (serie televisiva) (prima stagione)
La prima stagione della serie televisiva Batman è stata trasmessa negli Stati Uniti sul canale ABC dal 12 gennaio al 5 maggio 1966.
In Italia è stata trasmessa dal 22 febbraio 1981 su varie televisioni locali.
| nº | Titolo originale                       | Titolo italiano                             | Prima TV USA     |
| -- | -------------------------------------- | ------------------------------------------- | ---------------- |
| 1  | Hi Diddle Riddle                       | Processo a Batman                           | 12 gennaio 1966  |
| 2  | Smack in the Middle                    | Il falso Robin                              | 13 gennaio 1966  |
| 3  | Fine Feathered Finks                   | Ombrelli gratis                             | 19 gennaio 1966  |
| 4  | The Penguin's a Jinx                   | Un piano perfetto                           | 20 gennaio 1966  |
| 5  | The Joker Is Wild                      | Batman in difficoltà                        | 26 gennaio 1966  |
| 6  | Batman Is Riled                        | La Joker cintura                            | 27 gennaio 1966  |
| 7  | Instant Freeze                         | Gelo istantaneo                             | 2 febbraio 1966  |
| 8  | Rats Like Cheese                       | Ai topi piace il formaggio                  | 3 febbraio 1966  |
| 9  | Zelda the Great                        | Zelda la Grande                             | 9 febbraio 1966  |
| 10 | A Death Worse Than Fate                | Fuga impossibile                            | 10 febbraio 1966 |
| 11 | A Riddle a Day Keeps the Riddler Away  | Un enigma al giorno toglie Riddler di torno | 16 febbraio 1966 |
| 12 | When the Rat's Away the Mice Will Play | I ratti di Gotham City                      | 17 febbraio 1966 |
| 13 | The Thirteenth Hat                     | Il tredicesimo cappello                     | 23 febbraio 1966 |
| 14 | Batman Stands Pat                      | La ripresa di Batman                        | 24 febbraio 1966 |
| 15 | The Joker Goes to School               | Joker va a scuola (prima parte)             | 2 marzo 1966     |
| 16 | He Meets His Match, the Grisly Ghoul   | Joker va a scuola (seconda parte)           | 3 marzo 1966     |
| 17 | True or False-Face                     | Le mille facce di Faccia Falsa              | 9 marzo 1966     |
| 18 | Holy Rat Race                          | L'altra faccia del crimine                  | 10 marzo 1966    |
| 19 | The Purr-Fect Crime                    | La signora o la tigre                       | 16 marzo 1966    |
| 20 | Better Luck Next Time                  | Il tesoro del pirata                        | 17 marzo 1966    |
| 21 | The Penguin Goes Straight              | Il Pinguino detective                       | 23 marzo 1966    |
| 22 | Not Yet, He Ain't                      | Tiro al bersaglio                           | 24 marzo 1966    |
| 23 | The Ring of Wax                        | La cera universale                          | 30 marzo 1966    |
| 24 | Give 'em the Axe                       | Il museo degli orrori                       | 31 marzo 1966    |
| 25 | The Joker Trumps an Ace                | La Maharaja di Nimphai                      | 6 aprile 1966    |
| 26 | Batman Sets the Pace                   | Joker punta in alto                         | 7 aprile 1966    |
| 27 | The Curse of Tut                       | Le predizioni di Tut                        | 13 aprile 1966   |
| 28 | The Pharaoh's in a Rut                 | Profumo di morte                            | 14 aprile 1966   |
| 29 | The Bookworm Turns                     | La morte di Gordon                          | 20 aprile 1966   |
| 30 | While Gotham City Burns                | Per chi suona la campana                    | 21 aprile 1966   |
| 31 | Death in Slow Motion                   | Limonata a sorpresa                         | 27 aprile 1966   |
| 32 | The Riddler's False Notion             | L'ultima scena                              | 28 aprile 1966   |
| 33 | Fine Finny Fiends                      | Pesce fresco per Penguin                    | 4 maggio 1966    |
| 34 | Batman Makes the Scenes                | Penguin cade nella rete                     | 5 maggio 1966    |

## Processo a Batman
- Titolo originale: Hi Diddle Riddle
- Diretto da: Robert Butler
- Scritto da: Lorenzo Semple Jr.

### Trama
L'episodio inizia con un accordo di amicizia tra Gotham City e il Primo Ministro della Repubblica di Moldavia, ma qualcuno tenterà di attentare questi con una torta esplosiva. Avvertiti dell'accaduto, il Dinamico Duo Batman e Robin troveranno un biglietto con su un enigma: il tutto fa pensare che il responsabile sia l'arcinoto nemico Enigmista (chiamato qui col nome originale, Riddler). Presto si dirigeranno presso la Galleria d'Arte di Gideon Peale e, vedendo Riddler puntare una pistola contro il proprietario, interverranno in tempo per arrestarlo. Ma ecco il colpo di scena: Riddler non stava rapinando Peale, stava semplicemente riprendendosi dei gioielli di sua proprietà; quanto alla pistola, altri non era che un comune accendino. Convocando degli avvocati, Riddler citerà Batman in giudizio per falso arresto, tentando così di rendere pubblica la sua identità segreta. Per impedire ciò, il Dinamico Duo si lancerà sulle tracce del covo del Riddler, scoprendo che questi si rifugia in una discoteca. Entrando da solo nel locale - mentre Robin aspetta sulla Batmobile - Batman si ritroverà a ballare in compagnia di una bella donna, Molly. Ma in realtà altri non è che una assistente del Riddler, che drogherà Batman e, con l'aiuto della sua banda di complici, rapirà Robin. Batman è troppo debole per seguirli e l'episodio si concluderà col Riddler chino sull'assistente dell'eroe, legato su un tavolo chirurgico.
Interpreti: Frank Gorshin (L'Enigmista), Jill St. John (Molly), Damian O'Flynn (Gideon Peale), Ben Astar (Primo Ministro di Moldavia).

## Il falso Robin
- Titolo originale: Smack in the Middle
- Diretto da: Robert Butler
- Scritto da: Lorenzo Semple Jr.

### Trama
Riddler ha appena finito di fare un calco del volto di Robin mentre questi dormiva narcotizzato. Comunicando attraverso la Linea Rossa di Batman, il criminale dà appuntamento all'eroe all'allevamento di tartarughe alla baia d'Orleans. Mentre Batman si precipita presso la destinazione, si viene a conoscenza dei piani del Riddler: col calco del volto di Robin egli ne ha ricavato una maschera ed ha intenzione di far infiltrare l'assistente Molly nella Batcaverna, travestendola appunto da Robin. Il piano sembra funzionare, dopo un lungo inseguimento in auto e un finto incidente, ma Batman scopre subito l'inganno; la ragazza, nel tentativo di fuggirgli, cadrà nella fonte di energia nucleare della Batcaverna, morendo. Batman, rintracciando la telefonata del Riddler, irrompe nel suo covo, ma egli fuggirà; finalmente riunito, il Dinamico Duo riuscirà a sventare il colpo del Riddler ai danni della Moldavia (un mammut ricoperto di gioielli), non lasciatisi ingannare da un depistaggio. Alla fine vi sarà un'esplosione di gas, che sembra uccidere Riddler. Tutto è bene quel che finisce bene, con la banda dietro le sbarre e il ringraziamento a nome della Moldavia, nonostante il rammarico di Bruce per la morte di Molly.
Interpreti: Frank Gorshin (L'Enigmista), Jill St. John (Molly), Damian O'Flynn (Gideon Peale), Ben Astar (Primo Ministro di Moldavia).

## Ombrelli gratis
- Titolo originale: Fine Feathered Finks
- Diretto da: Robert Butler
- Scritto da: Lorenzo Semple Jr.

### Trama
Due uomini distribuiscono ombrelli gratis davanti ad una gioielleria. I clienti però scopriranno che questi ombrelli sono truccati, portando un incredibile scompiglio. Il commissario Gordon telefona Batman e Robin, convinto che ci sia lo zampino del Pinguino (chiamato qui col nome originale, Penguin). Eppure non sembra esserci stato alcuna forma di furto, ma sanno che il criminale sta macchinando qualcosa, soprattutto dopo aver controllato un filmato proveniente dal carcere dove fino a poco tempo fa Penguin vi era rinchiuso. Batman, Robin e il commissario cercheranno indizi su varie fabbriche di ombrelli (essendo l'ombrello uno dei simboli di Penguin), trovandone una intestata ad un certo K.G. Bird, probabilmente un falso nome. Intanto, il Penguin comunica ai suoi complici Hawkeye e Sparrow (gli uomini visti a inizio episodio) che si servirà di Batman per compiere uno dei suoi crimini, depistandolo distribuendo ombrelli per la città (di cui uno enorme). Intanto l'eroe fa un sopralluogo nel suo negozio, ma non può incastrare il criminale senza alcuna prova. Allora tenterà di lasciare una cimice mentre si presenta nei panni di Bruce Wayne come cliente. Ma Penguin lo scambia per una spia di un concorrente venditore d'ombrelli colto in flagrante di furto e ordina ai suoi scagnozzi di eliminarlo buttandolo nella fornace.
Interpreti: Burgess Meredith (Il Pinguino), Lewis Charles (Hawkeye), Walter Burke (Sparrow), Leslie Parrish (Alba Robbins).

## Un piano perfetto
- Titolo originale: The Penguin's a Jinx
- Diretto da: Robert Butler
- Scritto da: Lorenzo Semple Jr.

### Trama
Bruce è in procinto di bruciare vivo nella fornace dell'ombrellificio del Penguin, ma lanciando un comune accendino la farà esplodere e fuggirà. Riunendosi a Dick Grayson e rimettendosi entrambi nuovamente i costumi di Batman e Robin, i due cercano ancora di capire quali sono i piani del Penguin; ma ignorano che questi li sta ascoltando tramite un microfono, inserito in uno dei suoi ombrelli trasportati nella Batcaverna. I due eroi daranno così al criminale l'idea di rapire la bella attrice Alba Robbins e di richiedere un enorme riscatto. Inoltre sveleranno a loro insaputa il loro agguato, così la sera il criminale rapirà l'attrice e bloccherà il Dinamico Duo con una calamita gigante. Il giorno dopo il Duo e il commissario Gordon si preparano a pagare il riscatto, un milione di dollari, e allo stesso tempo un altro agguato presso Villa Wayne. Intercettando la conversazione, Penguin addormenterà gli eroi e si prende i soldi e coi complici tornerà nel suo covo, ma ad attenderlo vi saranno Batman e Robin: per un errore del Penguin, avevano scoperto il trucco del furfante e si sono sostituiti a dei fantocci a Villa Wayne. Dopo uno scontro a colpi di ombrello, Penguin e la sua banda sono stati messi K.O. e quindi arrestati. Alla fine Bruce darà una festa in onore di Alba, che però si strugge per amore per il suo misterioso salvatore, Batman.
Interpreti: Burgess Meredith (Il Pinguino), Lewis Charles (Hawkeye), Walter Burke (Sparrow), Leslie Parrish (Alba Robbins).

## Batman in difficoltà
- Titolo originale: The Joker Is Wild
- Diretto da: Robert Butler
- Scritto da: Lorenzo Semple Jr.

### Trama
Tutto inizia con una partita di baseball giocata dai detenuti del Penitenziario di Stato di Gotnam City, di cui partecipa anche il Joker. Questi, attivando un meccanismo a molla installato alla base del lanciatore, riuscirà ad evadere. Informati come al solito dell'accaduto dal commissario Gordon, Batman e Robin si dirigono presso il museo d'arte moderna della città, dove è allestita una mostra sui grandi comici, convinti che il Joker voglia vendicarsi di non essere stato inserito tra i personaggi. Dopo una visita apparentemente infruttuosa, i due alla fine troveranno il loro arcinemico e la sua banda di scagnozzi intenti a rubare nel museo, ma verranno battuti duramente. Con un espediente fumogeno, Batman costringe il Joker alla ritirata, ma non prima che questi giuri di trovare un modo per neutralizzare la Bat-Cintura dell'eroe. In seguito il criminale si farà presto risentire, consegnando al commissariato un pupazzo a forma di clown. La Dinamica Coppia, presente in quel momento sotto le identità di Bruce e Dick, capiranno che il pagliaccio principe del crimine interferirà in serata in uno spettacolo televisivo sulla nota aria dell'opera Pagliacci, Vesti la giubba. Ma Joker li attendeva in trappola, minacciandoli di rivelare le loro identità segrete per televisore.
Interpreti: Cesar Romero (Il Joker), Nancy Kovack (Queenie).

## La Joker cintura
- Titolo originale: Batman Is Riled
- Diretto da: Robert Butler
- Scritto da: Lorenzo Semple Jr.

### Trama
Batman riuscirà a salvare le identità segrete innescando il sistema antincendio dello studio, ma Joker fuggirà nuovamente. La scena, seguita dai telespettatori, porterà alla critica i due eroi sull'incapacità nel catturare il criminale. Attraverso un notiziario il Joker divulga un indizio sul prossimo colpo che, come scopriranno la Dinamica Coppia, ha a che fare con un magazzino di maschere africane di grande valore. Arrivando in tempo e dopo una dura lotta, Batman si renderà conto che così facendo ha permesso il Joker di scambiare la sua Bat-Cintura con un'altra. Dopo questo ennesimo fallimento l'opinione pubblica incomincia a perdere fiducia negli eroi, ma questi non si scompongono e si faranno nuovamente vedere in occasione del battesimo navale della nuova SS Gotnam City. Ma il Joker, per mezzo della complice Queenie, li narcotizza con un gas all'interno della bottiglia di champagne e li rapisce. Con l'ennesimo comunicato televisivo, Joker ricatta la città: se non gli viene consegnata la nave (con cui si farà una crociera intorno al mondo), Batman e Robin verranno decapitati in diretta. Ma ecco il colpo di scena: Batman e Robin si risvegliano dal gas del Joker protetti da alcune speciali pillole e sgomineranno l'intera banda a cazzotti, mandandola in prigione. L'impresa farà nuovamente ridare popolarità ai due.
Interpreti: Cesar Romero (Il Joker), Nancy Kovack (Queenie).

## Gelo istantaneo
- Titolo originale: Instant Freeze
- Diretto da: Robert Butler
- Scritto da: Lorenzo Semple Jr.

### Trama
Mister Freeze è tornato nuovamente a Gotham City per vendicarsi delle sue misere condizioni vitali, che gli permettono di sopravvivere ad una temperatura inferiore ai 50 °C ma non oltre. Inizia a causare disturbo proprio ad una pista di pattinaggio su ghiaccio, usando il fucile a raggi caloriferi. Avvertiti del suo ritorno, Batman e Robin si cimentano in varie sperimentazioni di resistenza alle temperature elevatamente inferiori per contrastarlo; intanto dalla centrale di polizia si hanno notizie di numerosi e anomali avvistamenti dell'eroe mascherato, tutti senza alcun apparente motivo. Studiandone i diversi avvistamenti, la Dinamica Coppia scoprirà che convergono presso la Borsa dei Diamanti della Città, capendo che il malvagio scienziato ha intenzione di rubare un enorme diamante, la Stella del Kashmir. I due irrompono durante la rapina, ma ecco una scena che li sorprende: un gran numero di falsi Batman e Mister Freeze. Distratti dal combattimento che ne consegue, permetteranno a Freeze e alla sua banda originale a darsi alla fuga, raffreddando col fucile anche il motore della Batmobile. Ma i nostri sapranno quale sarà il prossimo colpo del furfante, il diamante Gran Circolo del Ghiaccio, più grande del precedente, di proprietà della Principessa Sandra di Brooklyn, appena arrivata in città. Ancora una volta, arrivano per un soffio dal sventare il colpo, ma verranno presto ridotti a delle statue di ghiaccio dallo scienziato.
Interpreti: George Sanders (Mister Freeze), Shelby Grant (Principessa Grant), Robert Hogan (Paul Diamante).

## Ai topi piace il formaggio
- Titolo originale: Rats Like Cheese
- Diretto da: Robert Butler
- Scritto da: Lorenzo Semple Jr.

### Trama
Batman e Robin sono in terapia presso il Gotham Hospital, dove verranno con successo curati dagli effetti del raggio congelante di Freeze. Nel frattempo il malvagio punta gli occhi su un noto giocatore di baseball di fama nazionale, Paul Diamante, e lo rapisce durante una partita di beneficenza, a cui sono presenti la Principessa Sandra e i nostri due beniamini, sotto le loro identità segrete di Bruce Wayne e Dick Grayson. Contattati alla centrale di polizia, ascolteranno per via telefonica il ricatto di Freeze: uno scambio tra Paul Diamante e Batman. Anche se un rischio, l'eroe ha la ferma intenzione di andare all'incontro segreto, lasciandosi dietro il Ragazzo Meraviglia. Come previsto, Paul viene liberato e Batman viene trasferito nel covo del criminale, da quale non può fuggire al di là dell'aria della riserva di calore che gli permette di sopravvivere nel gelido ambiente. Si scoprirà che anche Robin è stato rapito, inseguendo in gran segreto il suo mentore con un tracciatore. Freeze tenterà di eliminare i due facendoli congelare nel suo covo, ma Batman riesce a batterlo, rivelando di avere indosso una speciale tuta contro gli ambienti artici sotto il costume. Dopo avere come al solito sgominato la banda, i nostri si concedono una pausa in compagnia della Principessa e di Paul Diamante.
Interpreti: George Sanders (Mister Freeze), Shelby Grant (Principessa Grant), Robert Hogan (Paul Diamante).

## Zelda la Grande
- Titolo originale: Zelda the Great
- Diretto da: Norman Foster
- Scritto da: Lorenzo Semple Jr.

### Trama
Per il terzo anno consecutivo, il 1º di aprile qualcuno rapina dalla Gotham City National Bank l'importo esatto di 100,000 dollari, tralasciando di portare via maggiori somme disponibili nei depositi. Negli scorsi due anni, la polizia di Gotham è rimasta impotente davanti a tale crimine, e quindi il Commissario Gordon questa volta decide di ricorrere a Batman e Robin. I due diffondono la notizia non vera che i soldi rubati dalla banca sono falsi, sperando così che il criminale misterioso sia indotto a colpire ancora per rifarsi. Nel frattempo, analizzando un proiettile rinvenuto sulla scena del crimine, Batman giunge alla conclusione che il rapinatore è una donna. Intanto viene svelato che il mandante del colpo è l'inventore Eivol Ekdol, e la ladra la sua cliente Zelda la Grande, una prestigiatrice illusionista che ogni anno è costretta, suo malgrado, a rubare 100,000 dollari, per poter pagare i nuovi trucchi destinati al suo spettacolo ideati dal geniale Evol. Dopo una fallita trappola messa in atto da Batman e Robin, a Casa Wayne zia Harriet riceve una telefonata da parte di tale Miss Smith, che la avverte di come suo nipote Dick Grayson abbia avuto un incidente di gioco durante una partita di baseball. Per farle raggiungere al più presto il nipote, la donna invia un taxi a prelevare zia Harriet. Poco dopo, questa volta è Batman a ricevere una telefonata. Sembra che qualcuno abbia rapito zia Harriet e chieda un riscatto di 100,000 dollari esatti.
Interpreti: Anne Baxter (Zelda la Grande), Jack Kruschen (Eivol Ekdol), Barbara Heller (Hillary Stonewin)

## Fuga impossibile
- Titolo originale: A Death Worse Than Fate
- Diretto da: Norman Foster
- Scritto da: Lorenzo Semple Jr.

### Trama
Zelda ha rapito zia Harriet e chiede un riscatto di 100,000 dollari per la sua salvezza. Bruce Wayne deve mettersi in contatto con lei entro un'ora, ma la polizia non riesce a trovare il milionario (essendo egli in realtà lo stesso Batman). Arriva Bruce Wayne e viene a sapere che Zelda ha chiesto di essere da lui contattata attraverso un messaggio in televisione. Bruce Wayne, il Commissario Gordon, e Robin vanno in onda in diretta interrompendo la programmazione regolare, dando un numero telefonico in modo che il criminale possa mettersi in contatto con loro. Wayne rivela che la notizia del denaro falso era solo un espediente per far uscire il ladro allo scoperto, e che i 100,000 dollari rubati sono autentici. Robin implora il ladro di liberare zia Harriet facendo appello alla sua coscienza. Zelda accetta di liberare la prigioniera. Con l'aiuto della polizia, zia Harriet torna a casa sana e salva. Dal comportamento del rapitore, Batman confessa di aver scoperto l'identità dello stesso. Nel frattempo, Eivol Ekdol rivela a Zelda che non c'è via di fuga dal suo ultimo trucco. Egli vorrebbe imprigionarvi Batman e poi farlo assassinare da due sicari. Arrivano Batman e Robin, e scoprono velocemente il nascondiglio segreto di Eivol Ekdol. I due cadono nella trappola ma riescono miracolosamente a liberarsi. Ekdol cerca di scappare ma viene messo fuori combattimento dal Batarang di Batman. Zelda si arrende ai due paladini della giustizia, mostrando sincero rimorso per le cattive azioni compiute.
Interpreti: Anne Baxter (Zelda la Grande), Jack Kruschen (Eivol Ekdol), Douglass Dumbrille (dottore), Jerry Doggett (annunciatore tv)

## Un enigma al giorno toglie Riddler di torno
- Titolo originale: A Riddle a Day Keeps the Riddler Away
- Diretto da: Tom Gries
- Scritto da: Fred De Gorter

### Trama
Re Boris giunge in visita ufficiale a Gotham City portando con sé la preziosa scultura denominata "statua della regina della libertà". All'aeroporto viene accolto da una delegazione cittadina, ma nel bel mezzo della cerimonia di benvenuto, dentro un mazzo di fiori "esplosivo", fa la sua comparsa un enigma inviato dal criminale Riddler che prefigura qualche malefatta ("Quando una persona sembra un pezzo di legno?"). Il Commissario Gordon decide quindi di chiedere l'aiuto di Batman e Robin. Durante un concorso di bellezza Riddler fa la sua comparsa rubando la corona della vincitrice, una tiara di diamanti e smeraldi. La stessa era però stata sostituita da una replica da Batman e Robin che nascondendovi dentro una ricetrasmittente speravano di localizzare Riddler. Il criminale però si dimostra a conoscenza del trucco e fugge. Poco tempo dopo Re Boris viene rapito da Riddler e dalla sua cricca di malviventi detti "i roditori". Batman e Robin si gettano alla ricerca del monarca rapito, ma finiscono dritti nella trappola di Riddler che lega entrambi a delle potenti turbine rotanti in grado di staccare le ossa dalla carne dei due eroi girando ad altissima velocità.
Interpreti: Frank Gorshin (Riddler), Reginald Denny (Re Boris), Susan Silo (Mousey), Marc Cavell (Fangs), Tim Herbert (Whiskers), Roy Jenson (Whitey)

## I ratti di Gotham
- Titolo originale: When the Rat's Away the Mice Will Play
- Diretto da: Tom Gries
- Scritto da: Fred De Gorter

### Trama
Grazie ai mille trucchi della Bat-cintura, Batman e Robin riescono a liberarsi dalle "ruote della morte" e a salvarsi. Nel frattempo, Riddler ormai pago di averlo utilizzato come esca per catturare il dinamico duo, decide di liberare Re Boris. A sua insaputa Riddler ha però sostituito la scultura della regina della libertà contenuta nella valigetta di sua maestà con una copia contenente una bomba. Con tale asso nella manica, certo di aver definitivamente tolto di mezzo Batman e Robin, il criminale vuole ottenere un riscatto di 1 milione di dollari dalla città sotto la minaccia di far esplodere l'ordigno contenuto nella scultura, dato che essa verrà esposta l'indomani nel museo cittadino. Bruce Wayne si offre di prestare tale somma all'amministrazione cittadina, ma mentre sta consegnando il denaro al Commissario Gordon, entra nella stanza dalla finestra un "falso" Batman (in realtà uno scagnozzo di Riddler) che consiglia di far depositare il denaro nel museo. Avendo intuito il piano di Riddler, Batman e Robin si nascondono nel museo la sera stessa, disinnescano la bomba, e quando Riddler si presenta per riscuotere il denaro, irrompono sulla scena sgominando la banda dei malviventi.
Interpreti: Frank Gorshin (Riddler), Reginald Denny (Re Boris), Susan Silo (Mousey), Marc Cavell (Fangs), Tim Herbert (Whiskers), Roy Jenson (Whitey)